# Penrod and Sam (film 1923)
Penrod and Sam è un film muto del 1923 diretto da William Beaudine.
La sceneggiatura firmata da Louis D. Lighton e Hope Loring è basata sul romanzo Penrod and Sam (1916) di Booth Tarkington. È il secondo di una serie di film dedicati tra il 1922 e il 1938 al personaggio di "Penrod Schofield".
Al fianco di Ben Alexander ("Penrod") e Joe Butterworth ("Sam") ci sono altri attori bambini tra i più noti del periodo: Buddy Messinger ("Rodney"), Newton Hall ("Georgie"), Gertrude Messinger ("Marjorie"). Il cast è multietnico, includendo tra i piccoli protagonisti due personaggi afro-americani, Joe McGray ("Herman"), Eugene Jackson ("Verman"), e un ebreo, Robert Gordon ("Maurice Levy").

## Produzione
Il film fu prodotto dalla J.K. McDonald Productions.

## Distribuzione
Distribuito dalla Associated First National Pictures, il film uscì nelle sale cinematografiche USA nel 1923.